# Spechtritzmühle

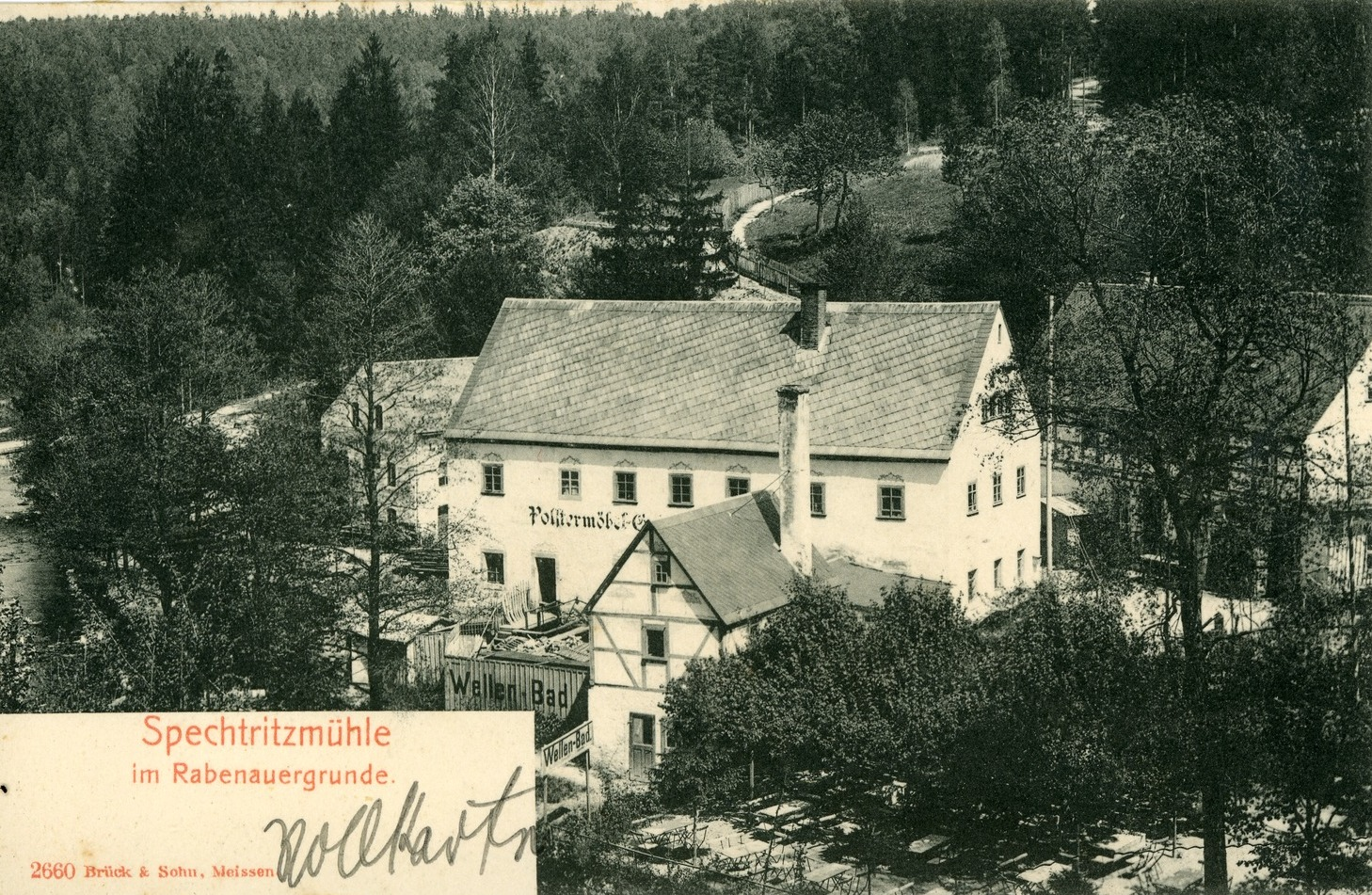
Spechtritzmühle, 1902

Die Spechtritzmühle war eine wasserbetriebene Getreidemühle mit Sägewerk an der Roten Weißeritz im Rabenauer Grund. Sie befand sich am östlichen Ortsende von Spechtritz am Haltepunkt der 1882 errichteten Weißeritztalbahn, südwestlich von Rabenau in Sachsen.

## Geschichte
Die erste urkundliche Erwähnung stammt aus dem Jahr 1562 und beschreibt die Mühlenanlage mit drei Mahlgängen und einer Brettmühle.  Später wurden weitere Gebäude hinzugefügt. Zeitweise wurde auch eine Ölmühle betrieben und ein Halbhufengut mit Ställen und Scheunen errichtet sowie Teiche für eine umfangreiche Fischwirtschaft angelegt. Ab 1831 bestand eine Schank- und Weinbrandkonzession, der 1845 eine Schlacht- und Backkonzession folgten. Im Jahre 1885 wurde die Bäckerei aufgegeben und der Mahlbetrieb eingestellt. Das Gasthaus Spechtritzmühle wurde zu einem beliebten Ausflugsziel von Wanderern im Rabenauer Grund. Die Nebengebäude beherbergten von 1885 bis 1905 eine Polstergestellfabrik, danach bis in die 1980er Jahre eine Forellenaufzuchtstation.
1990 wurde die Gaststätte geschlossen und der unter Denkmalschutz stehende Komplex gesichert und mit Brettern vernagelt.
Nach starker Beschädigung der Gebäude beim Jahrhunderthochwasser im August 2002 wurde ein Teil der Gebäude im Zuge des Wiederaufbaues der Weißeritztalbahn 2008 abgerissen. Im März 2009 erfolgte wegen Einsturzgefahr der Abriss aller restlichen Gebäude der Spechtritzmühle, anschließend begann die Renaturierung des Standortes.

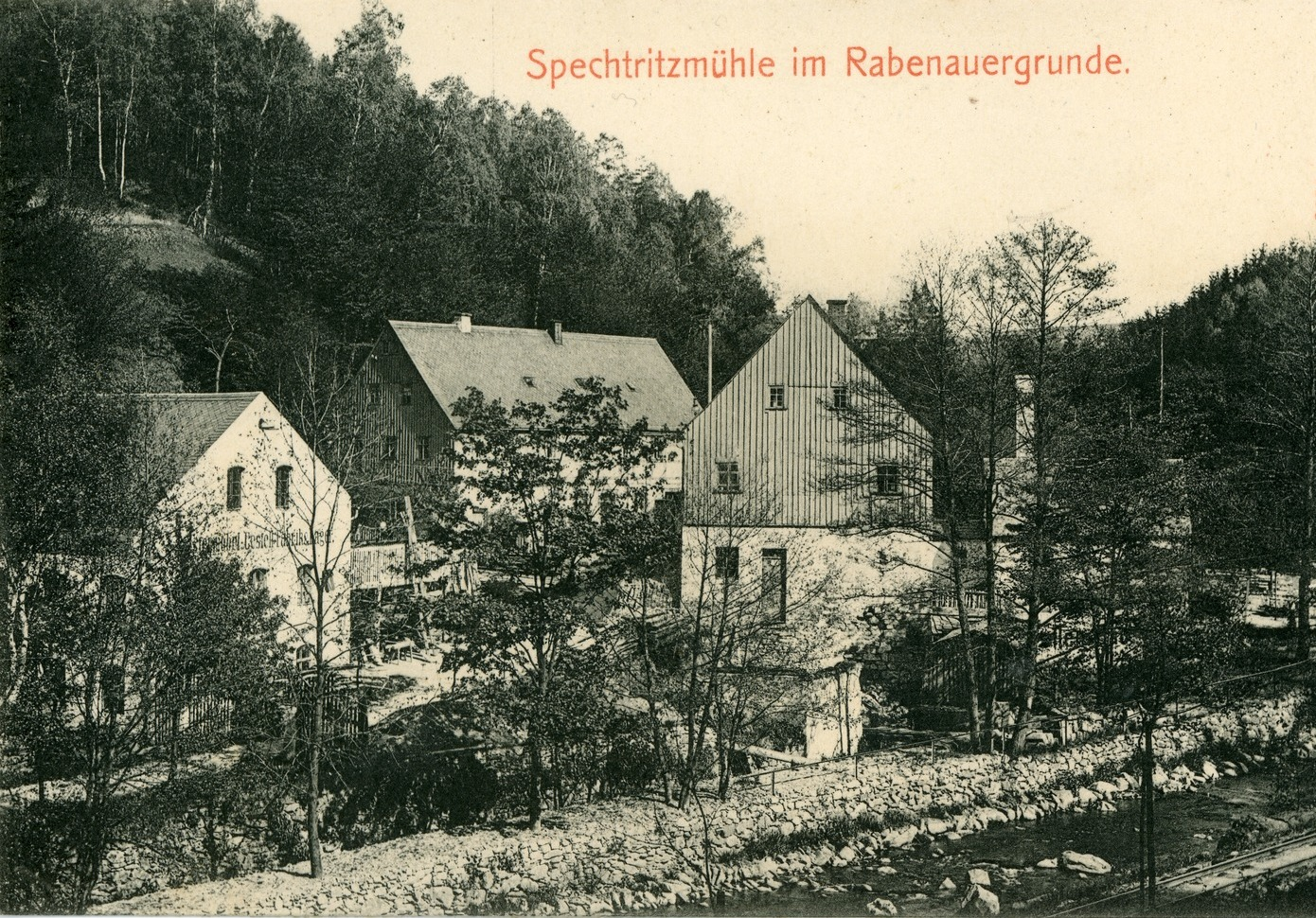
Spechtritzmühle, 1902
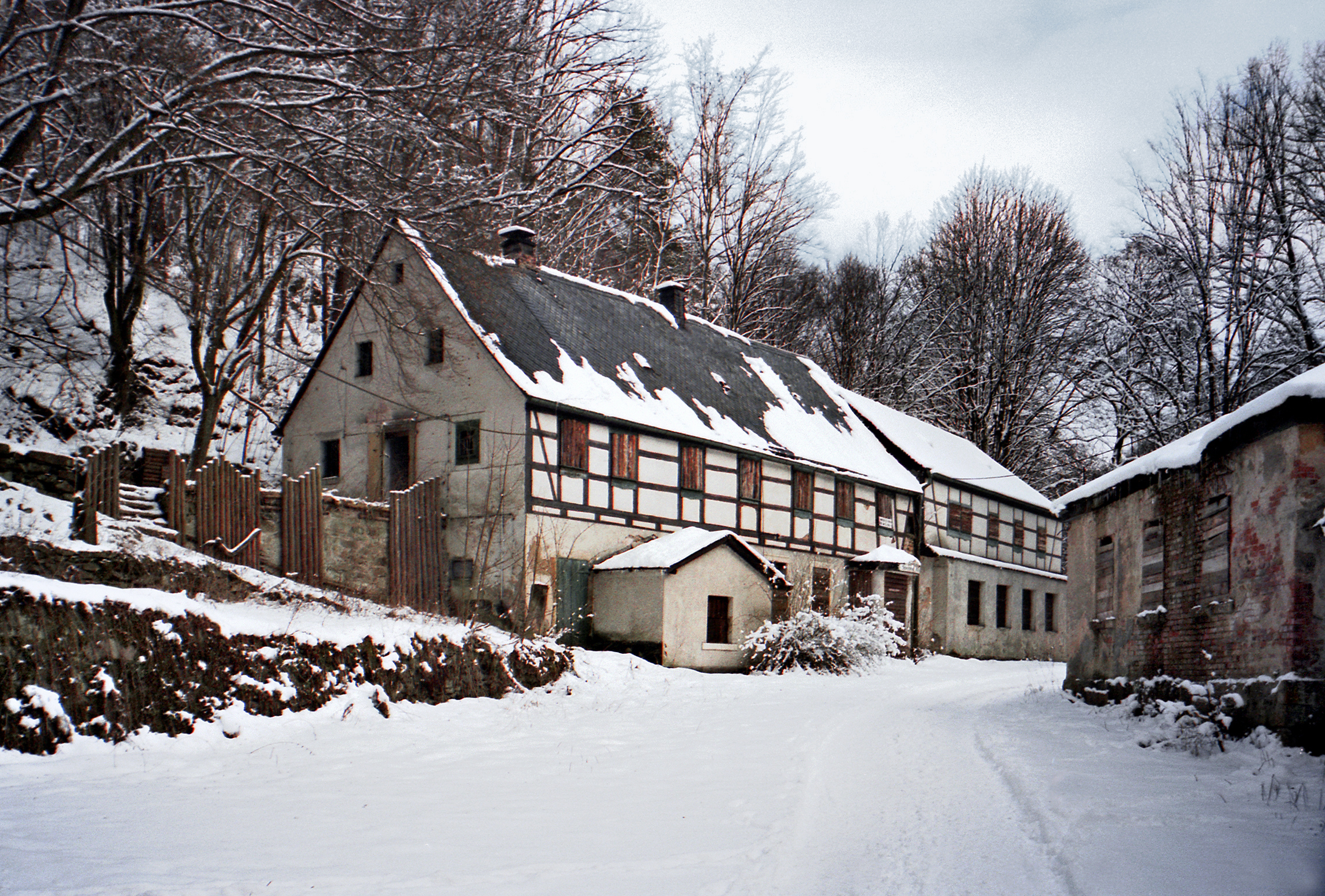
Spechtritzmühle, 2001
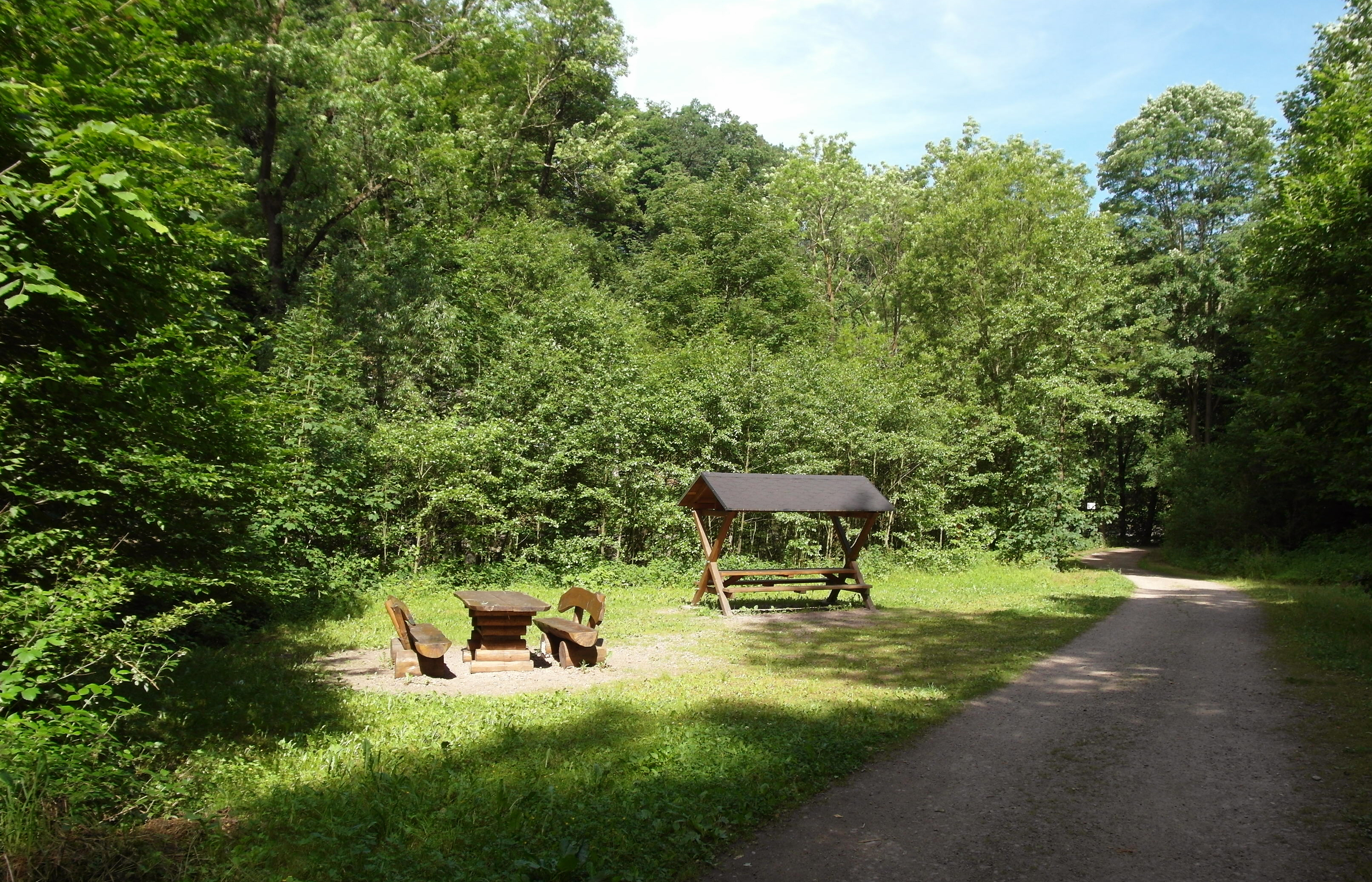
Wo einst die Spechtritzmühle stand – heute ein Wanderer-Rastplatz, 2017